# Thilo Cornelissen
Thilo Cornelissen (* 1904; † 1965) war ein deutscher Musikpädagoge und Komponist, zu dessen Arbeiten Lehrbücher, Kompositionen und Bearbeitungen von deutschen Volksliedern gehören.

## Leben und Wirken
Cornelissen war 1946 als Musiklehrer am heutigen Hermann-Ehlers-Gymnasium im Berliner Stadtteil Steglitz tätig. Im selben Jahr, also ein Jahr nach dem Ende des Zweiten Weltkriegs, gründete er die Volksmusikschule Steglitz. Mit weiteren Lehrkräften des Gymnasiums schuf er die Voraussetzungen für Instrumental- und Gesangsunterricht und gründete erste Musikensembles wie den Kammerchor der Musikschule. Das bis heute beliebte Weihnachtssingen Steglitzer Schulen geht ebenfalls auf Cornelissen zurück.
1951 verfasste er ein kleines Liederbuch mit dem Titel: Der Kreis, Deutsche Volkslieder, Gesänge und Kanons mit vollständigen Texten – Melodieausgabe, das im Musikverlag Robert Lienau, Berlin-Lichterfelde, damals noch mit „Zulassung der Nachrichtenkontrolle der Amerikanischen Militärregierung“, erschien. Im Vorwort schrieb er: „Mögen alle diese Melodien und Lieder mit ihren Bearbeitungen dazu beitragen, die Freude am eigenen Musizieren und Gestalten innerhalb der Gemeinschaft und im häuslichen Kreise wieder zu wecken“.
1959 erschien von ihm Der Freischütz von C.M. v. Weber / dargestellt von Thilo Cornelissen, Berlin-Lichterfelde, in der Reihe Die Oper: Schriftenreihe zum Musikunterricht in der mittleren und höheren Schule.
1963 erschien von ihm ein zweites Buch dieser Reihe über Die Zauberflöte von Wolfgang Amadeus Mozart.
Seine Komposition Lichterfelder Zupfmusik gehört bis heute zum Programm internationaler Musikensembles.

## Werke (Auswahl)
- als Hrsg.: Der Kreis. Volkslieder und Gesänge mit Weihnachtsliedern. Melodie-Ausgabe mit vollständigen Texten und Gitarre-Bezifferung. Robert Lienau, Berlin-Lichterfelde.
- als Hrsg.: Der Kreis. Volkslieder, Gesänge und Kanons. Mit vollständigen Texten. Robert Lienau, Berlin [1995].